# Команов Геннадій Геннадійович
Генна́дій Генна́дійович Кома́нов (4 лютого 1924 , Ясинувата, Донецька губернія  — 27 червня 2003 , Дніпро ) — український фахівець в галузі ракетної техніки.

## Життєпис
Народився 4 лютого 1924.
У 1949 — закінчив Дніпропетровський гірничий інститут.
Працював на «Південмаші».
З 1982 — директор Дніпровського науково-дослідного інституту технології машинобудування.
Герой Соціалістичної Праці (1969).